# Say It Right
«Say It Right» (рус. «Расскажи обо всём напрямую») — пятый сингл канадско-португальской певицы Нелли Фуртадо с альбома «Loose», выпущенный 31 октября 2006 года лейблом Geffen.

## Видеоклип
Клип был снят в Лос-Анджелесе (Калифорния, США) в конце 2006 года. В начале клипа на площадку приземляется чёрный вертолет с белой надписью «Nelly Furtado» (рус. «Нелли Фуртадо»), из которого выходит певица. На протяжении всего видео Фуртадо находится на этой площадке. Попеременно появляются сцены с ней, Тимбалэндом и танцорами.

## Список композиций
Британский CD1
1. «Say It Right» (Radio Edit)
2. «Maneater» (Radio 1 Live Lounge Session)

Британский CD2
1. «Say It Right» (Radio Edit)
2. «What I Wanted»
3. «Say It Right» (Peter Rauhofer Club Mix Part 1)
4. «Say It Right» (Video)

Digital Download
1. «Say It Right» (Radio Edit)
2. «What I Wanted»
3. «Say It Right» (iTunes Live Session)

Digital Remix EP
1. «Say It Right» (Peter Rauhofer Club Mix Part 1)
2. «Say It Right» (Dave Aude Dummies Radio Edit)
3. «Say It Right» (Erick Right Remix)
4. «Say It Right» (Firscia & Lamboy Electrotribe Radio Mix)
5. «Say It Right» (Menage Acid Mix)
6. «Say It Right» (Manon Dave Remix)

## История релиза
| Регион         | Дата            | Лейбл             | Формат            | Номер в каталоге |
| -------------- | --------------- | ----------------- | ----------------- | ---------------- |
| США            | 31 октября 2006 | Geffen Records    | Радио             |                  |
| Канада         | 1 декабря 2006  | Geffen Records    | CD-сингл (Импорт) | B000LE164Y       |
| Австралия      | 2 декабря 2006  | Geffen Records    | CD-сингл          | 1717580          |
| Европа         | 2 марта 2007    | Geffen Records    | CD-сингл          | 0602517245952    |
| Германия       | 2 марта 2007    | Geffen Records    | CD-сингл          | B000N0WY7E       |
| Великобритания | 5 марта 2007    | Universal Records | Digital download  |                  |
| Франция        | 21 мая 2007     | Geffen Records    | CD-сингл          | B000PDZQX8       |